# Dioscorea densiflora
Dioscorea densiflora är en enhjärtbladig växtart som beskrevs av William Botting Hemsley. Dioscorea densiflora ingår i släktet Dioscorea och familjen Dioscoreaceae. Inga underarter finns listade i Catalogue of Life.